# Waterpoort (Sneek)
De Sneker Waterpoort is een waterpoort over de Hoogendsterpijp in Sneek. De poort bestaat uit twee achtkantige torens, met daartussen een brug over de vaarroute tussen de De Kolk en de Stadsgracht aan het stadscentrum, en boven de brug een poortwachterswoning. Sneek had nog vier andere waterpoorten en twee landpoorten, die alle zijn gesloopt. De Waterpoort bleef over en is tegenwoordig het symbool van Sneek. Dit symbool is onder meer terug te vinden in het grootzeil van het Sneeker skûtsje Sneker Pan, en in de zeilen en kleding van de Sneeker zeilmakerij Gaastra.

## Geschiedenis

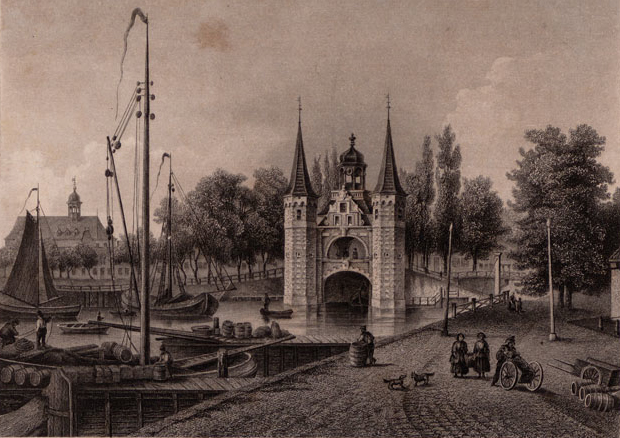
De Waterpoort in Sneek, gravure door Adrianus Jacobus Terwen naar een tekening van Ludwig Rohbock (ca. 1860-1900).
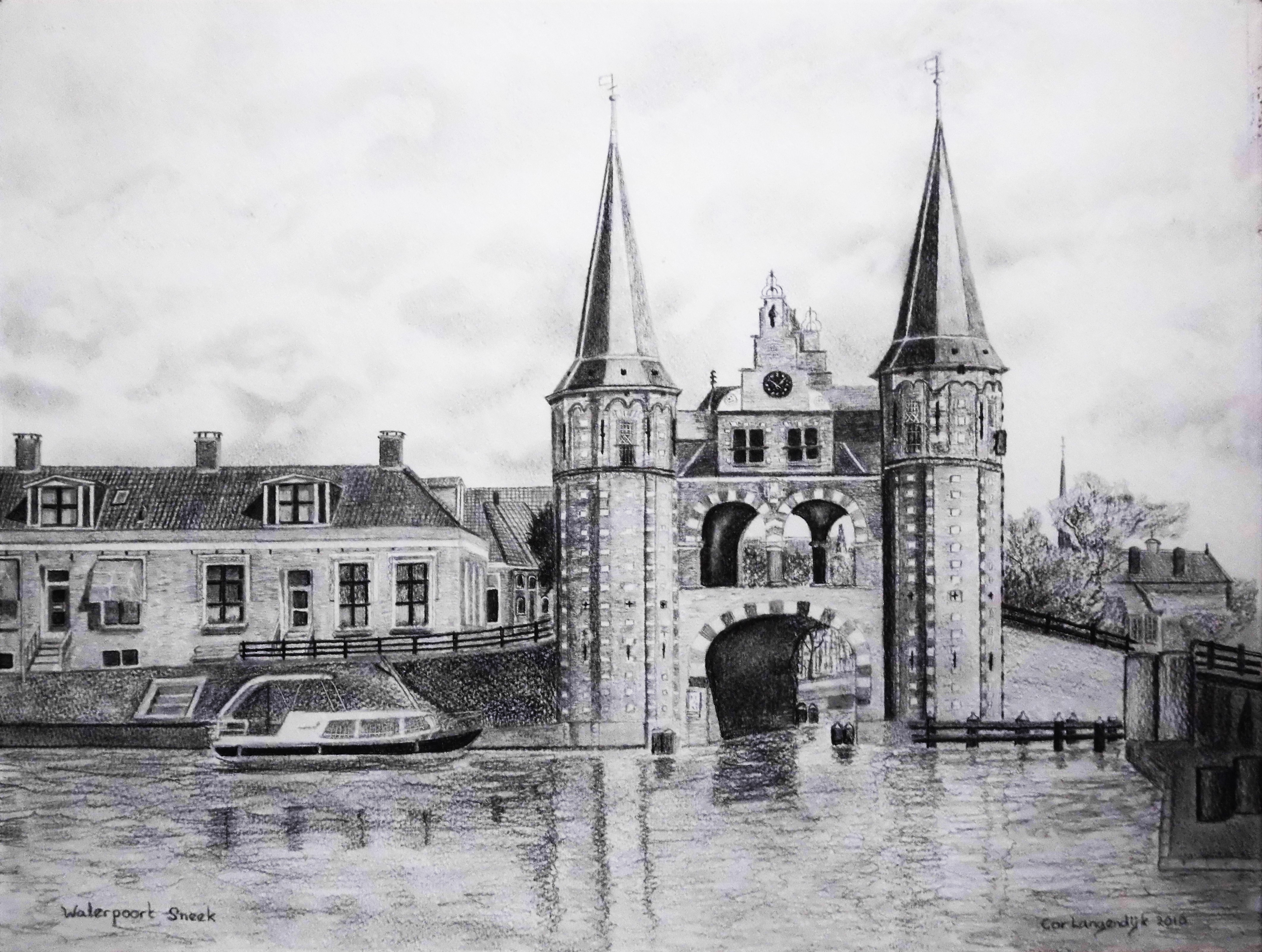
De waterpoort van Sneek getekend in november 2016 door Cor Langendijk.
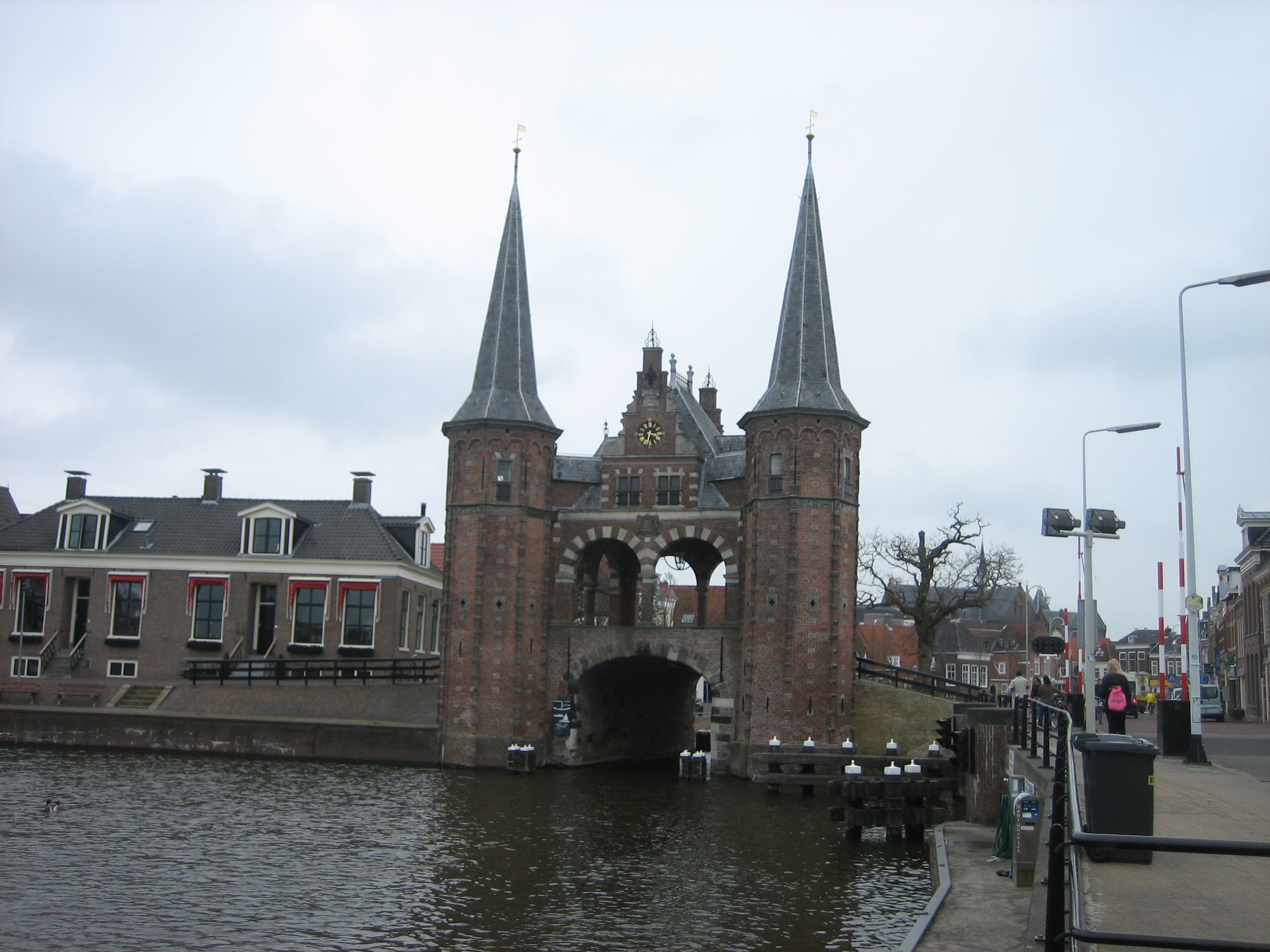
De Sneeker Waterpoort vanuit De Kolk.
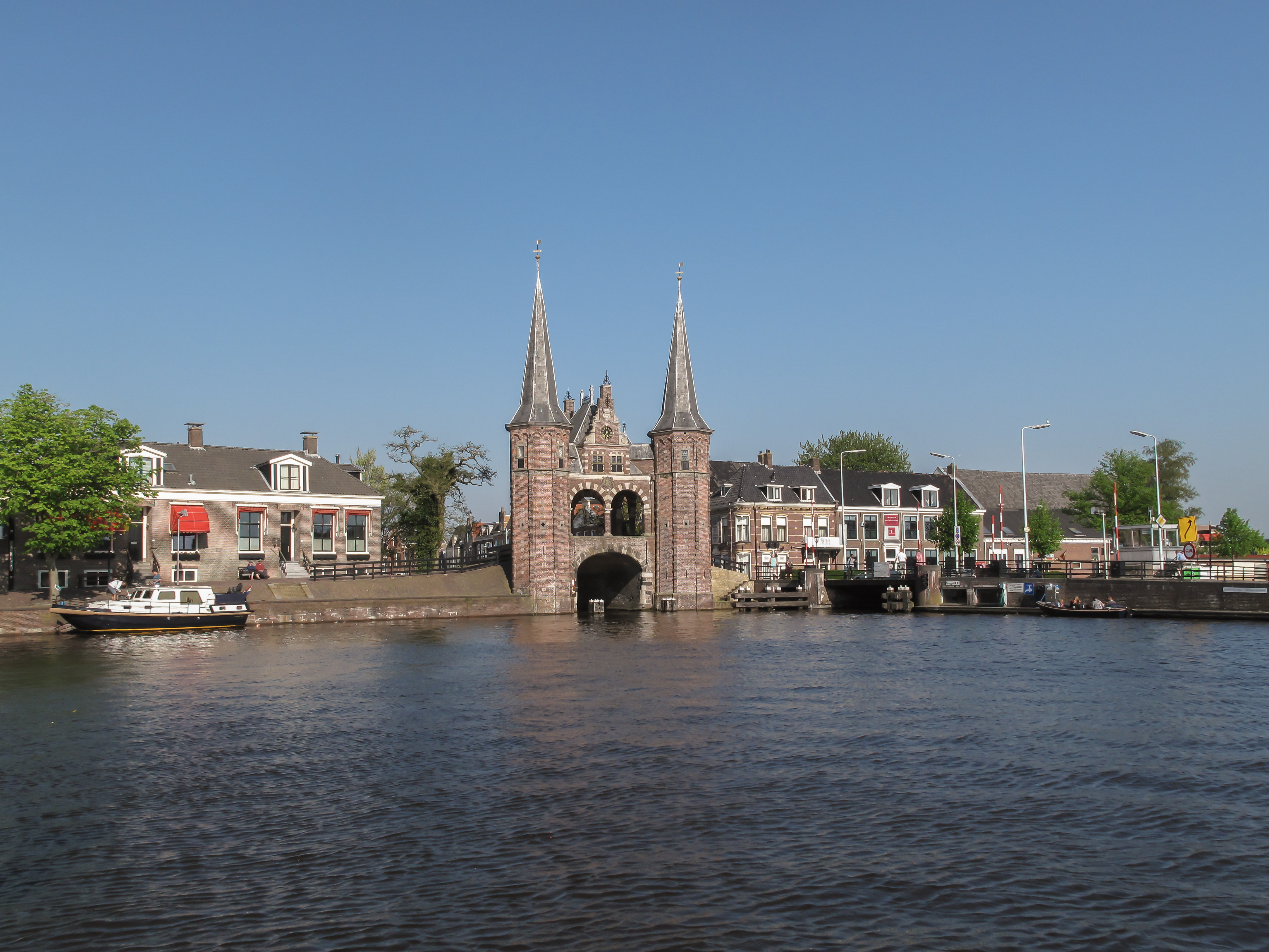
Sneek, de Waterpoort op afstand
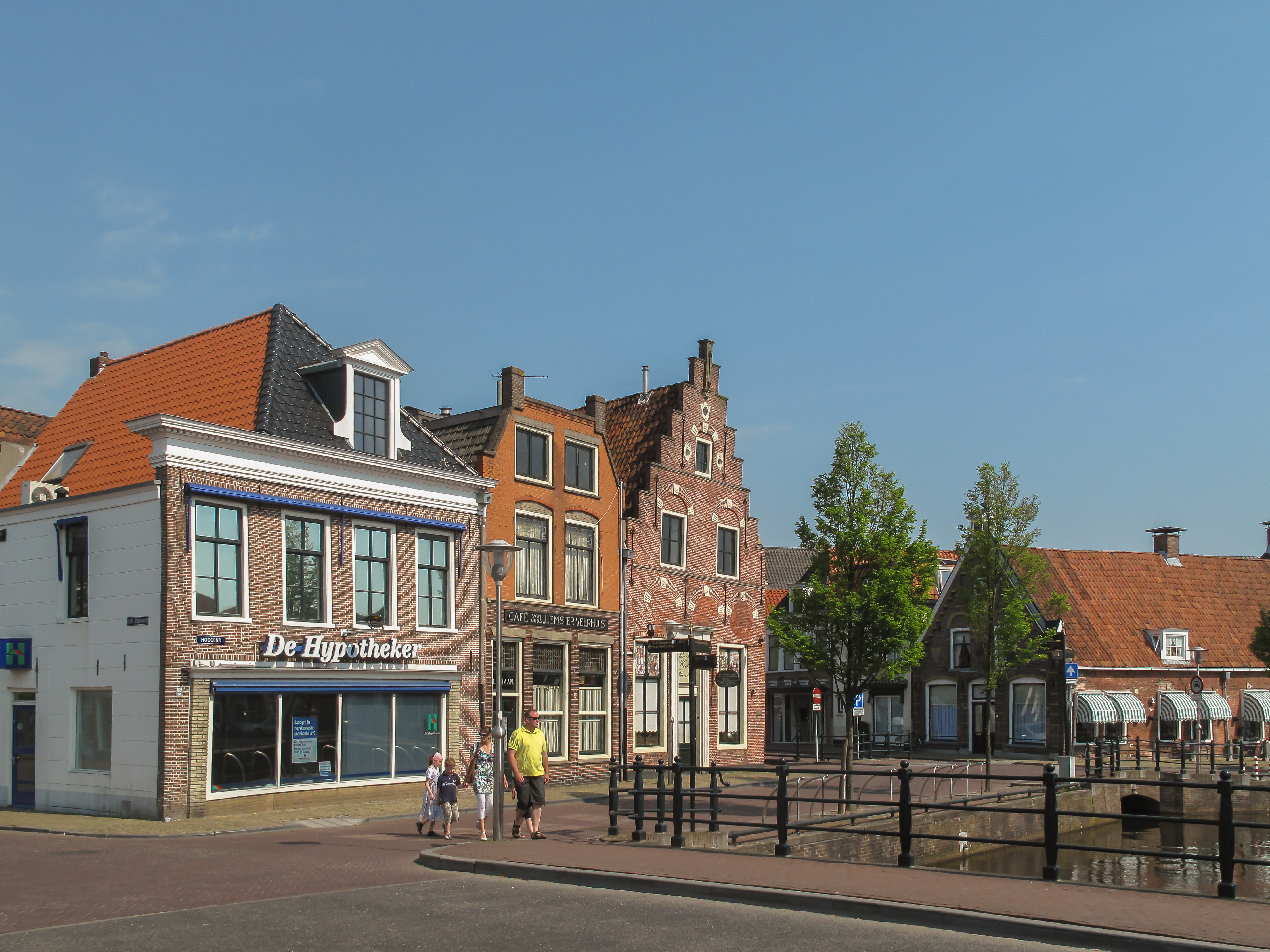
Sneek, straatzicht bij de Waterpoort

De waterpoort is waarschijnlijk rond 1492 gebouwd, tegelijkertijd met de stadswal rond de stad. De poort diende om de toegang over water naar de stad af te sluiten. De waterpoort werd gebouwd op de Hoogendsterpijp (een pijp is een smalle waterdoorgang). In 1613 werd de poort verbouwd tot sierpoort omdat deze geen militaire functie meer had. Vanaf dat moment heeft de poort in hoofdlijnen haar huidige uiterlijk. De architect is overigens onbekend. In 1757 volgde een grondige verbouwing.
In 1785 kreeg de poort een wachterswoning. Het middengedeelte had nu een sterk 18de-eeuws uiterlijk. Vanaf 1825 werd de stad 's nachts niet meer afgesloten, waardoor de poort definitief haar functie verloor. In de 19e eeuw werden alle andere poorten rond Sneek afgebroken. Ook voor de waterpoort zag het er slecht uit aangezien stoomboten er niet onderdoor pasten. Toch is de poort onder druk van de bevolking blijven staan. In 1877 werd hij gerestaureerd volgens een ontwerp van de landelijk bekende architect Isaac Gosschalk, uitgevoerd door Johannes Philippus Hogendijk. Gosschalk maakte de 18de-eeuwse wijzigingen ongedaan en herstelde de vroeg-17de-eeuwse toestand. Hij gaf een vrije interpretatie van het oorspronkelijke middengedeelte, waardoor hij sterk het huidige aanzien van de poort bepaalde.

## Replica's
- In een recreatiepark van de Chinees/Nederlandse zakenman Yang Bin bij de Chinese stad Shenyang staan drie replica's van de Waterpoort.
- Ook in het Japanse pretpark Huis ten Bosch bij Nagasaki staat een replica.
- In Madurodam staat een model van de Waterpoort, gebouwd in 1976.
- In Vogelpark Avifauna (Alphen aan den Rijn) staat eveneens een (verkleinde) replica.
- In Legoland, in het Deense Billund staat ook een model. Dit is geheel vervaardigd uit Legosteentjes.

## Trivia
- De Waterpoort staat afgebeeld op de schoppenaas in een standaard kaartspel met Nederlands beeld
- De route van de Elfstedentocht gaat voor de Waterpoort langs.
- Voor de Waterpoort vindt ook de opening van de Sneekweek plaats. Er wordt dan in De Kolk voor de poort een vlootschouw gehouden.